# 1958 w nauce

## Zmarli
- 6 czerwca – Tadeusz Kroński, polski filozof i historyk filozofii
- 25 czerwca – Rafał Taubenschlag, polski prawnik
- 8 sierpnia – Stanisław Loria, polski fizyk

## Nauki przyrodnicze i ścisłe

### Astronomia
- Walter Baade – Nagroda Henry Norris Russell Lectureship przyznawana przez American Astronomical Society

### Nauki biologiczne
- 2 sierpnia – W miejscowości Baccinello we Włoszech znaleziono kompletny szkielet formy przedludzkiej z rodzaju Oreopithecus bambolii
- Severo Ochoa i Mirko Beljanski z Nowego Jorku opisali wypadek biosyntezy białka z aminokwasów w środowisku niezawierającym żywych komórek
- Susan Heyner i J. D. Biggers z Królewskiego Kolegium Weterynarii w Londynie ogłosili wyniki udanej sztucznej hodowli izolowanej kości goleniowej zarodka szczura
- F. Horace Smirk i William H. Hall z Uniwersytetu Otago eksperymentując na szczurach stwierdzili, że podwyższone ciśnienie krwi jest cechą dziedziczną
- W Królewskim Kolegium Weterynarii w Londynie J. D. Biggers i Anne McLaren uzyskali normalny miot myszy z embrionów częściowo hodowanych in vitro
- L. Gallien z Pracowni Embriologii Uniwersytetu Paryskiego uzyskał eksperymentalnie rozwój zwierzęcia kręgowego pozbawionego kręgosłupa
- opublikowanie przez Macfarlane'a Burneta teorii selekcji klonalnej

## Nagrody Nobla
- Fizyka – Pawieł Czerenkow, Ilja Frank, Igor Tamm
- Chemia – Frederick Sanger
- Medycyna – George Wells Beadle, Edward Lawrie Tatum, Joshua Lederberg